# مردن برای دنیا
مُردن برای دنیا (به انگلیسی: Dying for the World) ‎۱۰اُمین آلبوم استودیویی گروه هوی متال وسپ است که در سال ۲۰۰۲ منتشر شد. بلکی لاولس مُردن برای دنیا را در گرامی‌داشت یاد جان‌باختگان حادثهٔ ۱۱ سپتامبر آمریکا ساخته‌است و در ترانهٔ «زمین تقدیس‌شده» اشاره‌ای ویژه به آن واقعه دارد.
همهٔ مراحل ساخت قطعه‌ها و ضبط آن‌ها در کم‌تر از ۱۲ ماه انجام شد. این زمان کوتاه، با توجه به کمال‌گرایی لاولس و این‌که برای آلبوم‌های دیگرش حداقل ۲ سال زمان صرف کرده‌است، کمی غیرمعمول به‌نظر می‌رسد.

## افراد مشارکت‌کننده
- بلکی لاولس: آواز، گیتار و کیبورد
- دارل رابرتز: گیتار و هم‌آوایی
- مایک دودا: گیتار باس و هم‌آوایی
- فرانکی بنلی: درامز